# 清田義英
清田 義英（せいた よしひで、1941年（昭和16年）3月14日 - 2014年（平成26年）9月28日）は、日本の歴史学者、多摩美術大学名誉教授。日本中世史専攻。

## 来歴
神奈川県藤沢市出身、在住。1964年早稲田大学文学部史学科卒、1968年小野梓記念学術賞受賞、1971年早大大学院博士課程満期退学。1994年「中世寺院法の基礎的研究 -寺院の多数決制と寺院法式」で早大文学博士。多摩美術大学教授、美術学部長、2007年学長、2011年退任、名誉教授。
2014年9月28日、膵臓癌のため死去。

## 著書
- 『日本法史における多数決原理 中世寺院社会の多数決論を中心として』敬文堂、1971
- 『鎌倉の刑場　龍乃口』敬文堂、1978
- 『鎌倉の弘法者 日蓮-その行動の軌跡』敬文堂、1982
- 『日本中世寺院法の研究』敬文堂、1987
- 『中世寺院法史の研究 寺院の多数決制と寺院方式』敬文堂、1995
- 『中世都市鎌倉の「はずれ」の風景 西のはずれ「龍の口」の原風景』江ノ電沿線新聞社、1997
- 『中世寺院の知恵』敬文堂、1998
- 『頼朝以前の鎌倉の風景』江ノ電沿線新聞社、2004
- 『中世法華寺院法史論』敬文堂、2009

## 参考
- セブンネット
- 多摩美術大学